# Macrodactyla aspera
Macrodactyla aspera är en havsanemonart som först beskrevs av Alfred Cort Haddon och Shackleton 1893.  Macrodactyla aspera ingår i släktet Macrodactyla och familjen Actiniidae. Inga underarter finns listade i Catalogue of Life.